# Catharina van Knibbergen
Catharina van Knibbergen (La Haia ?) fou una pintora neerlandesa, de l'Edat d'Or neerlandesa especialitzada en paisatge.

## Biografia
D'acord amb RKD fou influenciada pel pintor Bartholomeus Breenbergh, i va ser la filla del també pintor de paisatges François van Knibbergen. El 1660 es va convertir en membre de la Confraria Pictura, i diversos paisatges signats per ella han aparegut als inventaris de l'època a la Haia.